# ポン菓子

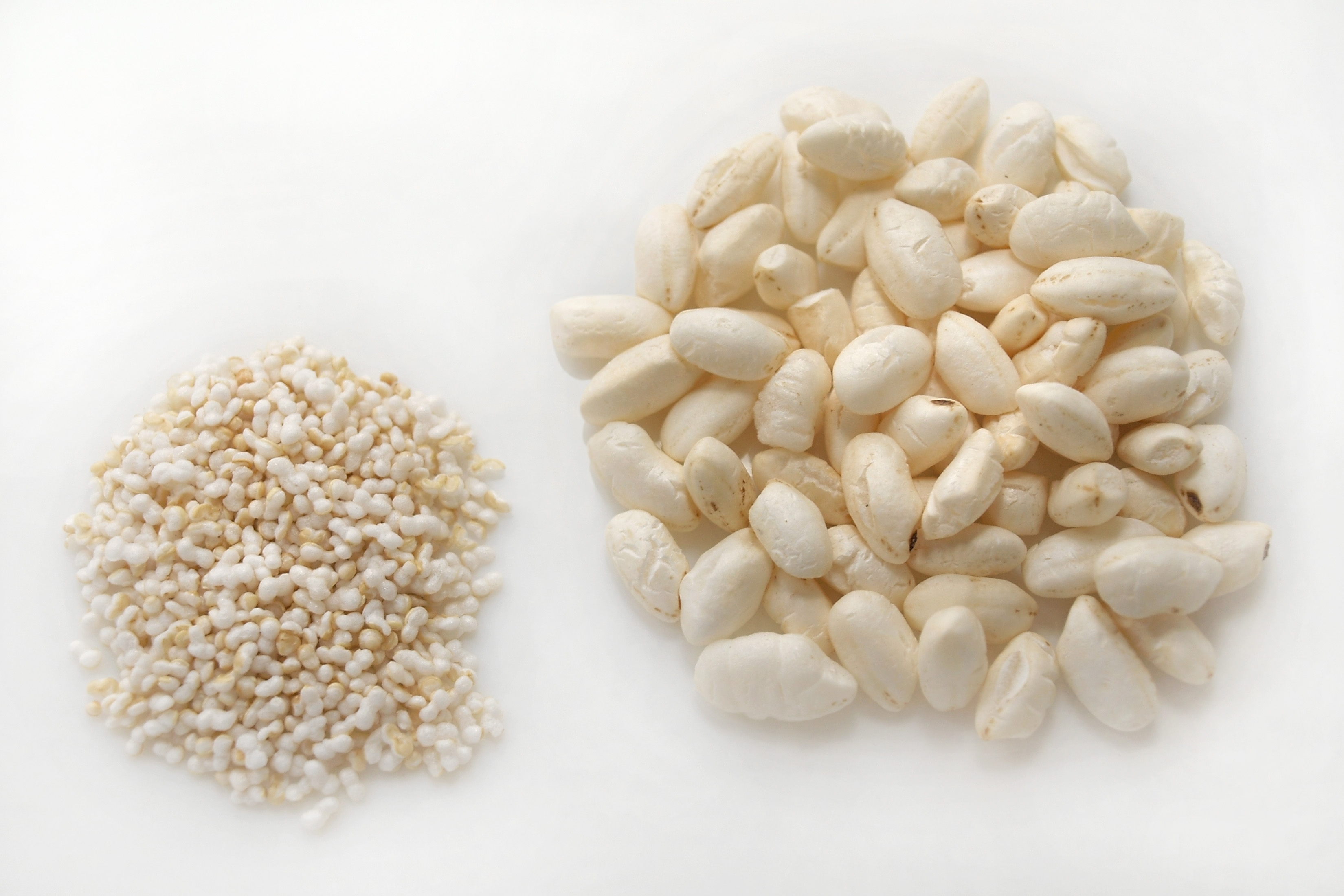
（←）アマランサスのパフと、(→)コメのポン菓子（膨化米）

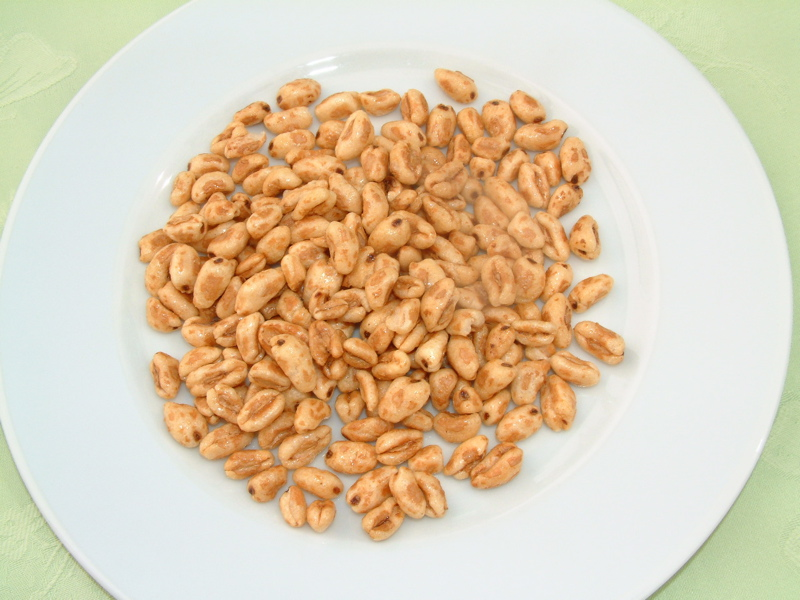
ポン菓子（小麦）

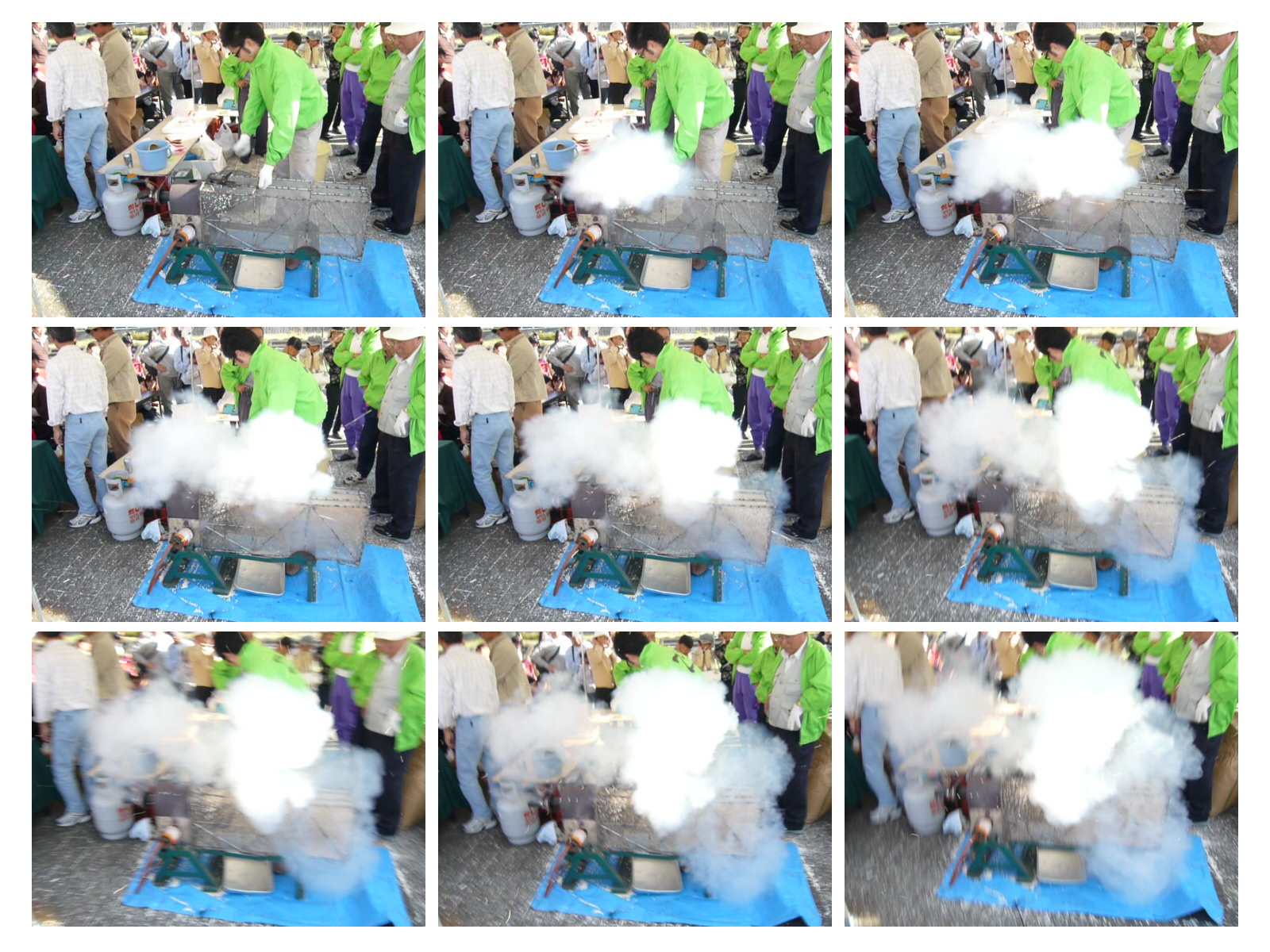
イベントにおけるポン菓子の実演

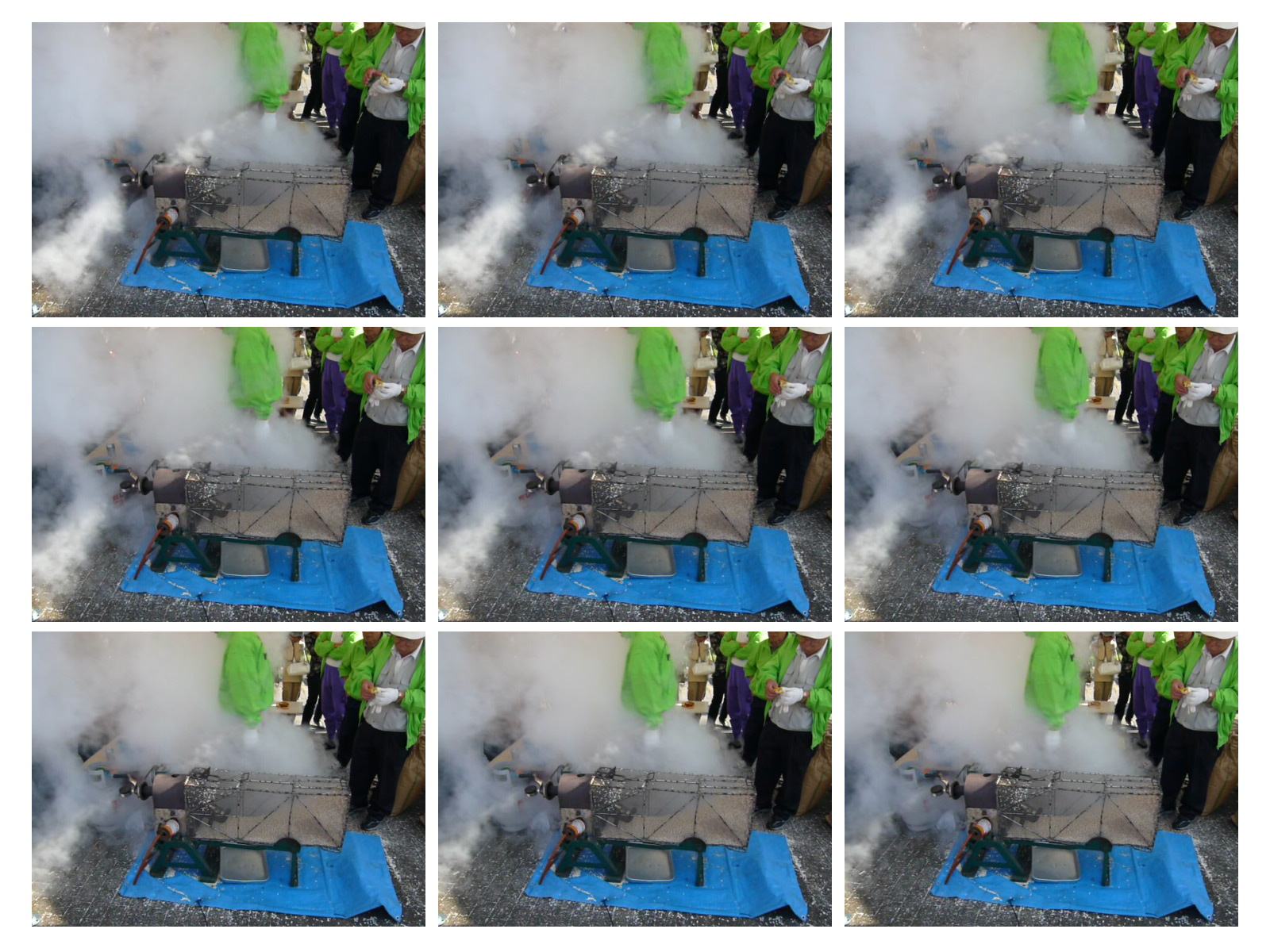
イベントにおけるポン菓子の実演

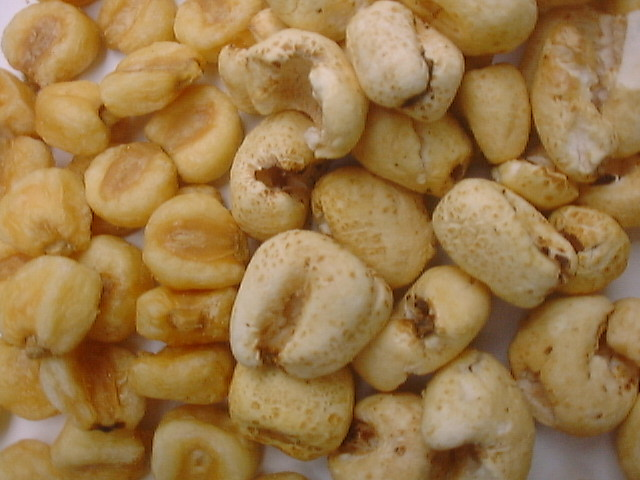
ジャイアントコーン（画像右側が膨化させたもの）

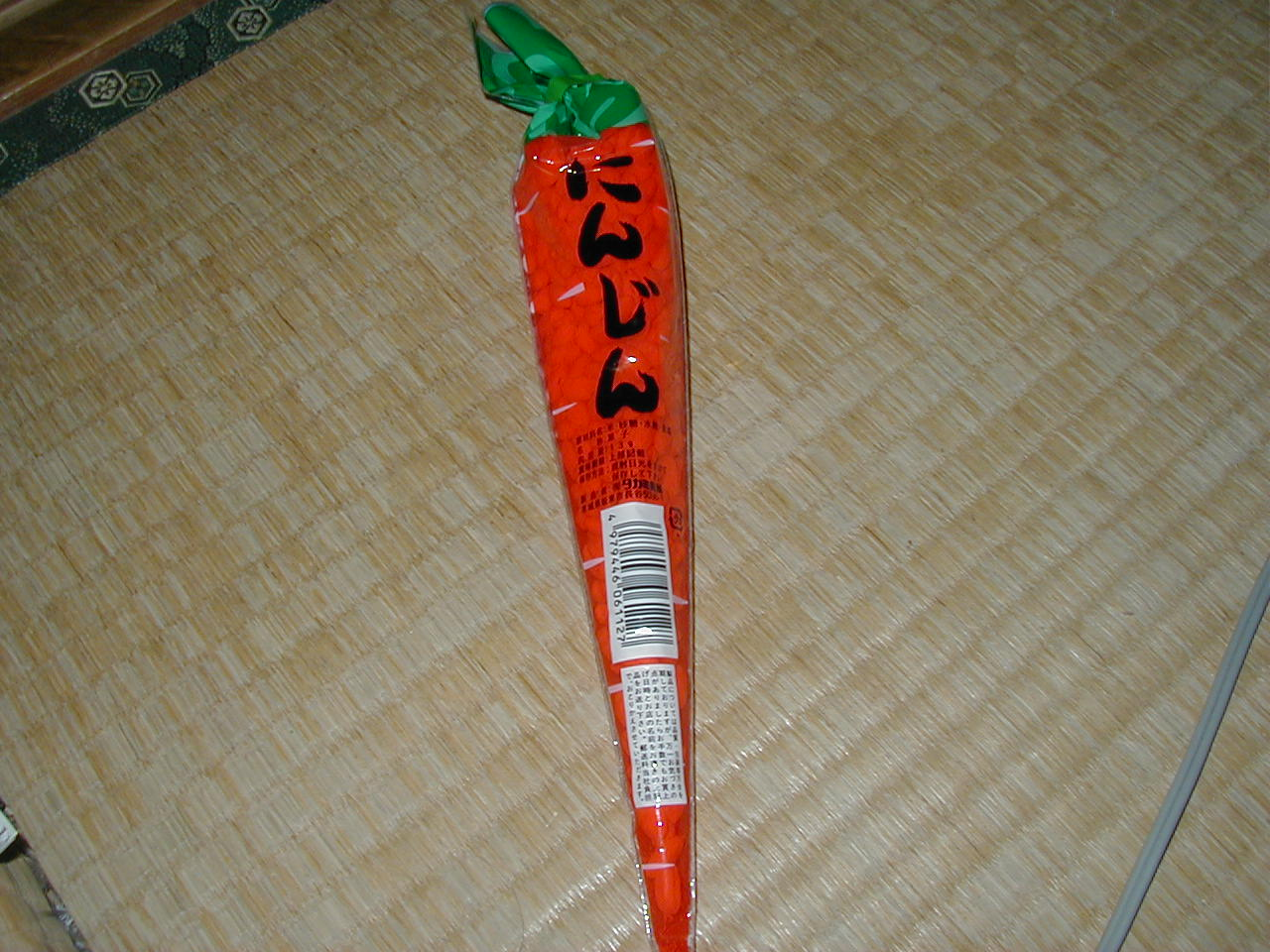
「にんじん」と印刷されたポリプロピレン包装品

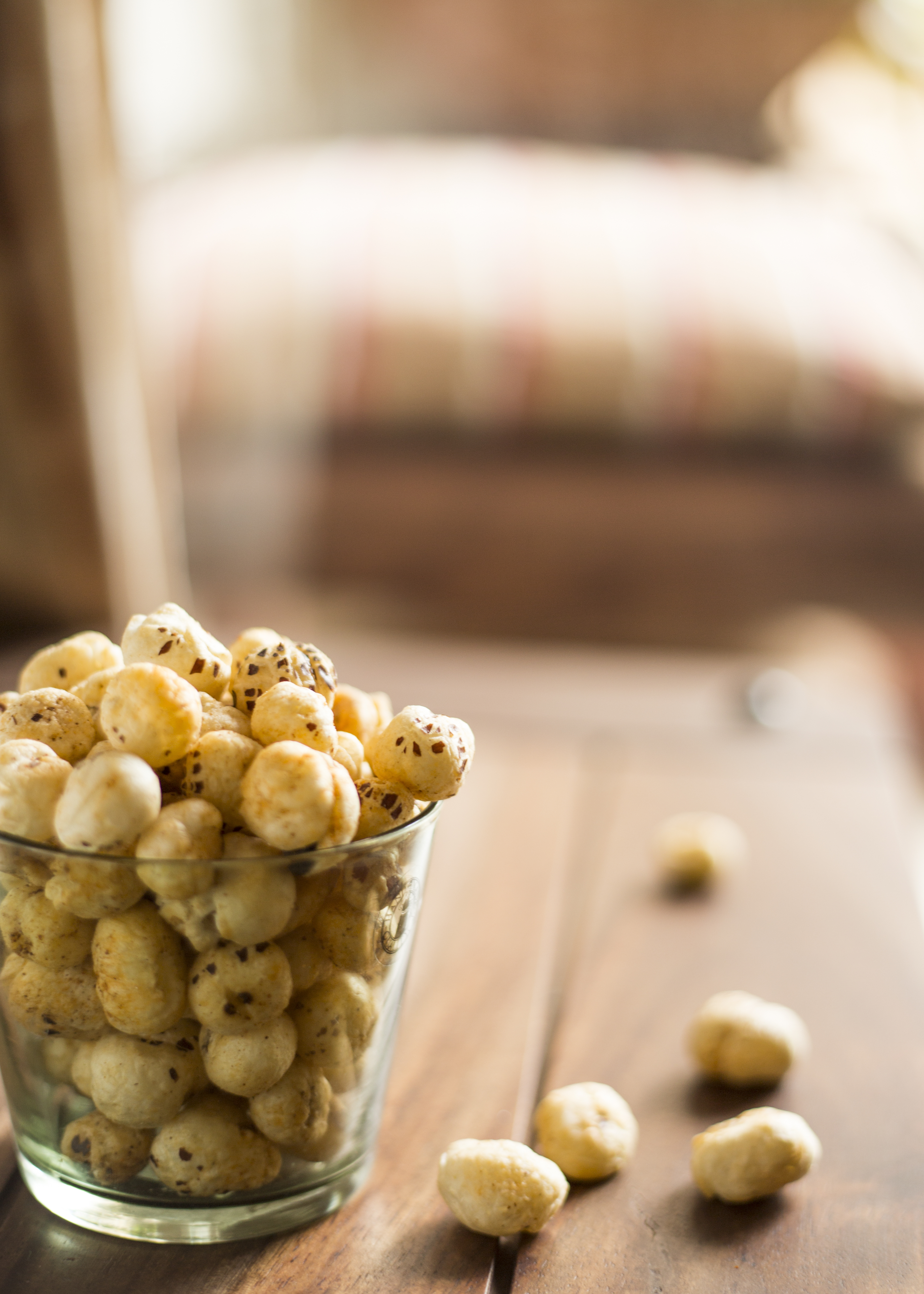
ポン菓子（オニバスの実）

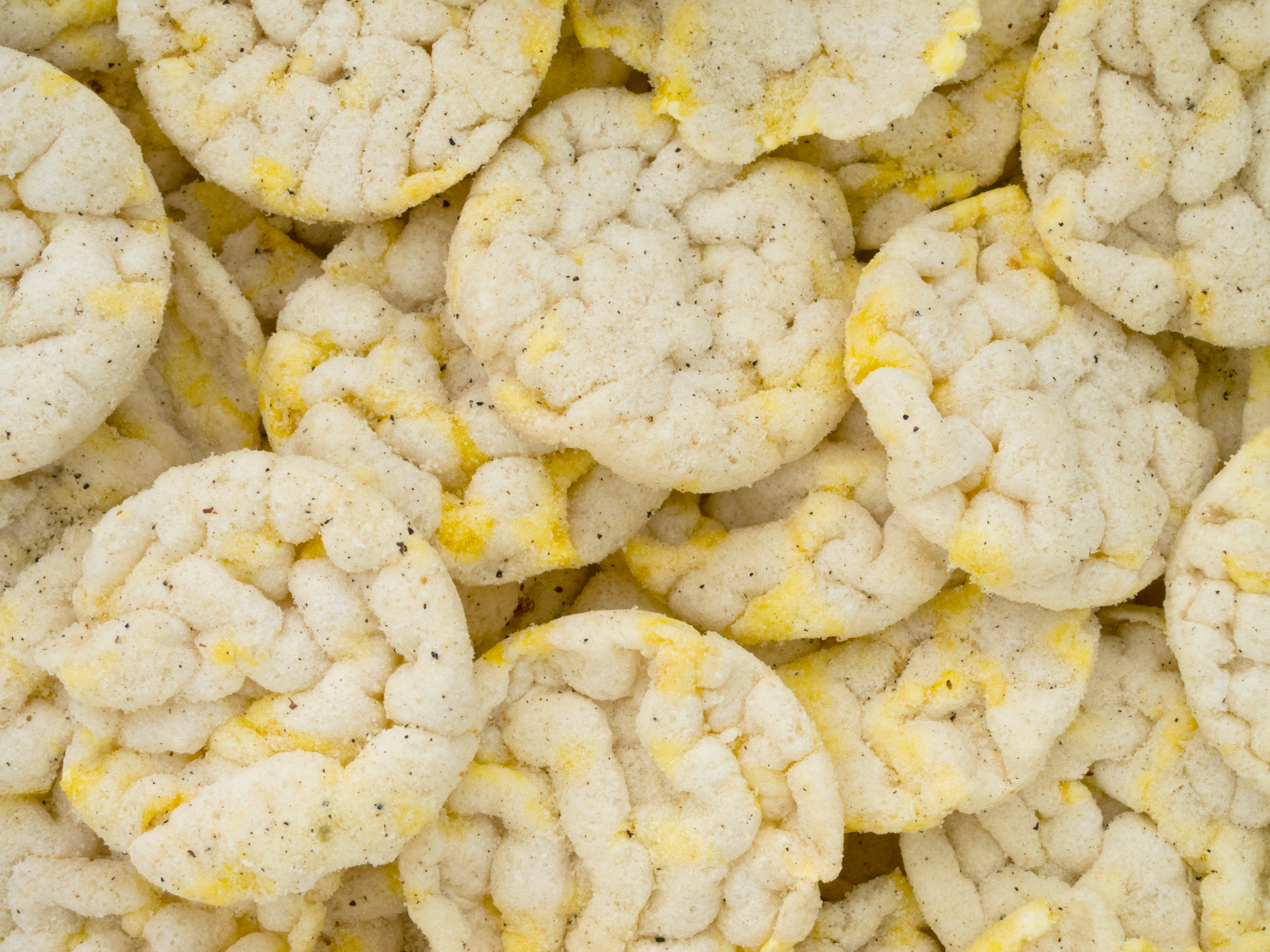
ポンせんべい（puffed rice cakes）

ポン菓子（ポンがし）、ドン菓子（ドンがし）とは、米などの穀物に圧力をかけた後に一気に開放することによって膨らませた膨化食品、駄菓子の一種である。

## 名称
ポン菓子はポンポン菓子・パンパン菓子・ぱんぱんまめとも、単にポンや、ドン、またはその出来上がった時の破裂音からバクダンと呼ばれることもある。専門用語ではスナック菓子の一部とともに膨化食品（ぼうかしょくひん）と称されるものの一種である。
特に米で作った膨化米（ぼうかまい）は地方や年齢層によって、ばくだん（爆弾あられ）、こめはぜ、ポンはぜ、どんこめ、ぽん豆、ぱっかん、ポッカン、パン豆、たん豆、パフ、パットライス、パフライス（Puffed rice）、ポップライスなど様々な名前で呼ばれている。

## 製法
穀類膨張機と呼ばれる製造機械を使用し、その回転式筒状の圧力釜に生の米などを入れ蓋をして密閉し、釜ごと回転させながら加熱する。釜の中が十分加圧（10気圧程度）されたら、圧力釜のバルブをハンマーで叩いて蓋を解放し、一気に減圧する。この時、原料内部の水分が急激に気化・膨張し、激しい爆裂音を伴いながら釜から内容物が勢い良くはじけ出る。このため、専用の工場以外では、機械に受け用の網籠を取り付けてから蓋を解放する必要がある。この際に発生する音から「ポン菓子」または「ドン菓子」と呼ばれるようになった。
この膨化と称される過程で、米の場合には元の10倍程度にまで体積が膨らみ、サクサクと軽い食感の菓子になる。形状は原料をそのまま大きくした形で、味や食感はシリアル食品に近似している。通常はこれに煮立てた砂糖蜜を絡めたり、粉砂糖などをまぶして甘味をつけて食べる。あらかじめ米に食紅をつけておくことにより、赤いポン菓子を作ることもできる。
使用する米については、米の含水量の関係で、新米よりも古米や古々米を使用した方が、食感や味に優れたものができるとされる。
膨化の製法による食品としては、他にも厚みのある丸い鉄の型に生米を入れ、型に蓋をして火であぶり数秒加圧し、蓋をはずして減圧することで煎餅状に膨らませる「ポン煎餅」というものもある。
ポップコーンすなわち爆裂種と呼ばれるトウモロコシ品種は、種子に厚く堅く発達する外皮により、炒ると内部に閉じ込められた水分の熱膨張により高温高圧状態になり、限界に達した皮が破裂して圧力が解放されることで膨化を生じる。言い換えれば、ポン菓子は天然のポップコーンの膨化現象を機械により再現している。

## 歴史
1901年12月、ミネソタ大学の研究者だったアレクサンダー・ピアース・アンダーソンが、粉状にしたコーンスターチに含まれる水分を確認する実験中に膨化することを発見した。コーンスターチを試験管に入れオーブンで熱する工程で、誤って試験管に蓋をしてしまい、試験管を破裂させてしまったことにより、ガラスの破片の中から発見された。アンダーソンは特許を取得し、クエイカーオーツ社と手を組み、同社の研究所でさまざまなものが膨らむかどうかの実験を行った。その後、米のポン菓子を「パフライス」として売り出した。1904年にセントルイス万国博覧会で真鍮製の大砲（puffing gun）でパフライスを作る派手なデモンストレーションを行って注目を集め、大衆に広く認知され、たちまち大人気となり広まった。

### 日本
大正から昭和中期頃までは、定番の菓子として子供に人気があった。行商の業者は地域を巡回して露店の形で販売したほか、専用の加工工場で作られたものはポリ袋に詰められて販売されていたが、湿気に弱いことと出来立てのほうが格段に香ばしさがよい事などの理由もあって、巡回の業者が販売するものが好まれた。
巡回業者が子供が集まる広場や、寺社で開かれる定期市などにポン菓子製造用の器具を持ってきて、目の前で作ってみせるということがよく行なわれていた。しかし、次第にその数を減らし現在ではポン菓子の製造を見ることは珍しいものになった。
日本陸軍においては携帯用の糧食として、膨脹精米を小札形状（大型乾パンのサイズに類似）に押し固め、副食品と包装した「圧搾口糧」が開発・採用されていた。主食の材料はのちに玄米7割・搗精大麦3割の混合、または大麦10割に変更され、圧搾形状も麻雀牌大（小型乾パンのサイズに類似）の一口サイズとなっている。圧搾口糧は輸入小麦に頼る乾パンを置き換える目的も持っていたが、実際には両者が並行して生産されることとなった。

### アジア
日本が統治していた台湾、朝鮮半島、中国東北部にも持ち込まれて広まった。
台湾、中国では、「米香」などと称して、地方の自由市場などで、今でも製造している様子をみることができる。

## 商品
ポン菓子自体はスーパーマーケットやコンビニエンスストアなどで現在でも袋入りで販売されている。粒が分離した状態のものと、粒に水飴などをからめておこし状に固めたものなどがある。
また米のポン菓子にチョコレートをまぶしたものは「ライスチョコ」、大麦のポン菓子にチョコレートをまぶしたものは「麦チョコ」と呼ばれ、やはりスーパーなどで多く販売されている。チョコレートが主体で、中に米のポン菓子（ライスクリスプ）を細かくくだいたものをまぜこんだチョコレート菓子もある。他にもコーヒー風味や、稀に酒のつまみ菓子として、一味唐辛子や七味唐辛子などをまぶした商品もある。
ポン菓子を赤色や橙色などに着色したセロファンでつくった円錐形の袋に入れて販売されている駄菓子は、その形状から「にんじん」と呼ばれる。現在はセロファンではなく、印刷されたポリプロピレンフィルムの袋で包まれている。
愛媛県東予地方では引出物の定番である。米穀店の店頭に「パン豆加工承ります」の看板が存在する。香川県中西部地方のおいりも東予地方で引出物になることがあり、混同されがちだが別種の菓子である。
沖縄県でははちゃぐみ（「弾けた米」の意）と呼ばれ、球状に固めた状態で市販されている。
北米やヨーロッパでは溶かしたマシュマロで固めたものがポピュラーで、大手メーカーから個包装のスナック菓子として販売されている。またシリアルとして市販されているライスクリスプを用いて家庭でも作られる。

## 穀類膨張機
穀類膨張機（こくるいぼうちょうき）とは、このポン菓子を製造する際に主に用いられる機械である。回転式筒状の圧力釜をLPガスの炎か電熱装置で加熱し、上述した製法で製造する。現在使用されているものの加熱方法には電気式とガス式があり、小型の物を別とすれば、圧力釜は電動モーターで回転する様になっている物が多い。また広島型と九州型とがあり、広島型が菓子のできがよいが高価であり、現在出回っているものの多くは九州型である。こうした装置でポン菓子を製造できるが、内部で高まった圧力を解放する際に発生する破裂のような音響はあまりにも大きい。
現在のようなメカニズムの穀類膨張機の由来については大きく分けて2つの説があり、1900年頃のアメリカで開発されたという説と、第一次世界大戦の敗戦による食料難に喘いでいた1920年頃のドイツで開発されたという説がある。ドイツの説では当初は敗戦により不要となった大砲の砲身を流用していたという話もある。この機械が日本で普及した背景にも食料難という事情があり、第二次世界大戦中、配給品となっていた粟などの雑穀を加工する手法として用いられたのが最初という。
穀類膨張機では米や粟の他にも麦、トウモロコシ、マカロニ等のデンプン質のもの、他にも茶葉などを加工する事も可能である。
また、穀類膨張機と同様の機構を使用した電動式焼栗機も存在する。

## 原料
以下に挙げるようなものは、ポン菓子に加工可能な原料である。
- 米
- オオムギ
- コムギ
- ソバ
- その他穀類・豆類
- 餅
- うどん、マカロニなど乾麺
- トウモロコシ（なお爆裂種であれば加圧加熱して減圧する必要はなく、ただ煎るだけでよい）
- 銀杏
- 煮干し
- 昆布

以下に挙げるようなものは、ポン菓子に加工不向きな原料である。
- ゴマ（油を多量に含み、ベタついてしまう）